# Cristián Ariel Morales
Cristián Ariel Morales es un exfutbolista que jugaba de delantero centro; debutó en Rosario Central en 1993; en 1997 llegó al fútbol mexicano sin contrato y tras algunos intentos llegó a Irapuato de la Primera A donde sería goleador absoluto ganado el ascenso, y tras dos años de participar en Primera División retorno al fútbol de ascenso y se retiró en 2005 en Argentina.

## Trayectoria
Surgido de las divisiones inferiores de Club Atlético Rosario Central, luego de un año es enviado a Segunda B Nacional con Argentino y luego a Talleres de Córdoba; posteriormente al no tener mucha fortuna decide viajar a México para probarse en equipos como Monterrey y Tigres donde al carecer de promotor le cerraron las puertas, en la Primera A hizo pruebas en Correcaminos e Irapuato siendo este equipo que entonces dirigía Mario Trejo le brinda la oportunidad; Morales debutó en la Primera A en el Torneo Invierno 1997 y pasaron 7 jornadas para que marcara su primer gol, desde entonces anotaría 97 goles en 3 años, fue referente y líder goleador comandando al equipo fresero a ser bicampeón de 1999-2000 para ascender a Primera División de México donde fue algo opacado por Martín Rodríguez que tuvo una mejor actuación; pero aun así aporto 21 goles en año y medio que los freseros existieron en Primera; en 2002 el equipo fue traspasado a Veracruz; Morales disminuyó notablemente su rendimiento, inclusive tuvo actitudes y bajas de juego, después de alinear los primeros 7 jornadas del Verano 2002, la directiva lo separó del club; trascendió que Cristián se habría insultado con algún dirigente, lo que le costó regresar a la Liga de Ascenso. 
En 2002 fue enviado a Oaxaca filial del Veracruz en la Primera A, donde tuvo un buen rendimiento, luego sale a Cobreloa de Chile para jugar la Copa Libertadores de aquel año, para retornar a la Primera A jugando para Tlaxcala filial de Irapuato que había vuelto a ascender; ahí jugó un torneo completo y una fecha del siguiente torneo, pero repentinamente Morales no jugo más. En 2004 Tlaxcala es traspasado a Ciudad Obregón jugando como Pioneros, Morales se desempeñó el torneo de Apertura jugando regularmente y marcó 9 goles, en la reclasificación anotó un gol pero no impidió que el equipo quedara eliminado por Tigrillos 3-2 global. Como récords en Primera A mexicana, es el segundo mejor goleador histórico con 123 goles y el máximo goleador en liguilla por el título con 20 goles y ostenta dos títulos de campeón goleador con Irapuato.

## Clubes
| Club                      | PJ  | G   | Año         |
| ------------------------- | --- | --- | ----------- |
| Rosario Central           | -   | -   | 1993 - 1994 |
| Argentino (Rosario)       | -   | -   | 1994-1996   |
| Talleres (RdE)            | 26  | 3   | 1996-1997   |
| Irapuato                  | 181 | 118 | 1997 - 2001 |
| Veracruz                  | 7   | 0   | 2002        |
| Oaxaca                    | 18  | 13  | 2002        |
| Cobreloa                  | 7   | 1   | 2003        |
| Tlaxcala                  | 19  | 10  | 2003-2004   |
| Pioneros (Ciudad Obregón) | 20  | 10  | 2004        |
| Atlético Tucumán          | ?   | ?   | 2005        |

## Palmarés

### Campeonatos nacionales
| Título                  | Club     | País   | Año  |
| ----------------------- | -------- | ------ | ---- |
| Invierno 1999           | Irapuato | México | 1999 |
| Verano 2000             | Irapuato | México | 2000 |
| Torneo de Apertura 2003 | Cobreloa | Chile  | 2003 |

### Distinciones individuales
| Distinción                     | Torneo        |
| ------------------------------ | ------------- |
| Goleador de Primera División A | Invierno 1998 |
| Goleador de Primera División A | Invierno 1999 |

- Segundo goleador histórico de la Liga de Ascenso de México con 122 goles.
- Máximo goleador de liguilla en Liga de Ascenso de México con 20 goles.